# Passeggeri della notte
Passeggeri della notte (Les Passagers de la nuit) è un film del 2022 diretto da Mikhaël Hers, con protagonista Charlotte Gainsbourg.
È stato presentato in concorso al 72º Festival di Berlino.

## Trama
Élisabeth vive nel quartiere Beaugrenelle di Parigi con due figli adolescenti, Judith e Matthias. Dopo avere sconfitto un tumore al seno, lasciata dal marito e senza lavoro, riesce a farsi assumere come centralinista in un programma radiofonico notturno di cui è sempre stata affezionata ascoltatrice - "I passeggeri della notte" - dove gli ascoltatori chiamano per parlare di sé. In seguito si aggiungerà un lavoro part-time in biblioteca. La notte delle elezioni presidenziali del 1981, mentre sulle strade si festeggia la vittoria del partito di sinistra, appare Talulah, una diciottenne tormentata che Élisabeth decide di aiutare e accogliere in casa. La ragazza fa amicizia con Judith e Matthias e scuote le dinamiche familiari, prima di scomparire e riapparire dopo quattro anni.

## Produzione
Le riprese si sono svolte durante l'inverno del 2021. Il film è stato in parte girato a Nogent-sur-Marne, e nel quindicesimo arrondissement di Parigi. Il personaggio di Élisabeth abita nella torre un tempo nota con il nome di "Hotel Nikko".

## Colonna sonora
La colonna sonora originale di Les Passagers de la nuit, composta da Anton Sanko, è stata distribuita in digitale da Nord-Ouest Films a partire dal 4 maggio 2022. Nel 2023 il compositore ha ricevuto una candidatura al premio César per la migliore musica da film.

### Tracce
1. Prologue - 2:54
2. Ça range pas - 1:56
3. Revenir - 2:57
4. Rooftop - 2:15
5. Talulah's Empty Room - 1:58
6. Mobylette Ride - 1:01
7. Talulah at Night - 2:08
8. Je comprends - 3:20
9. Coda - 3:32
10. De Roubaix Redemption - 4:26

## Distribuzione

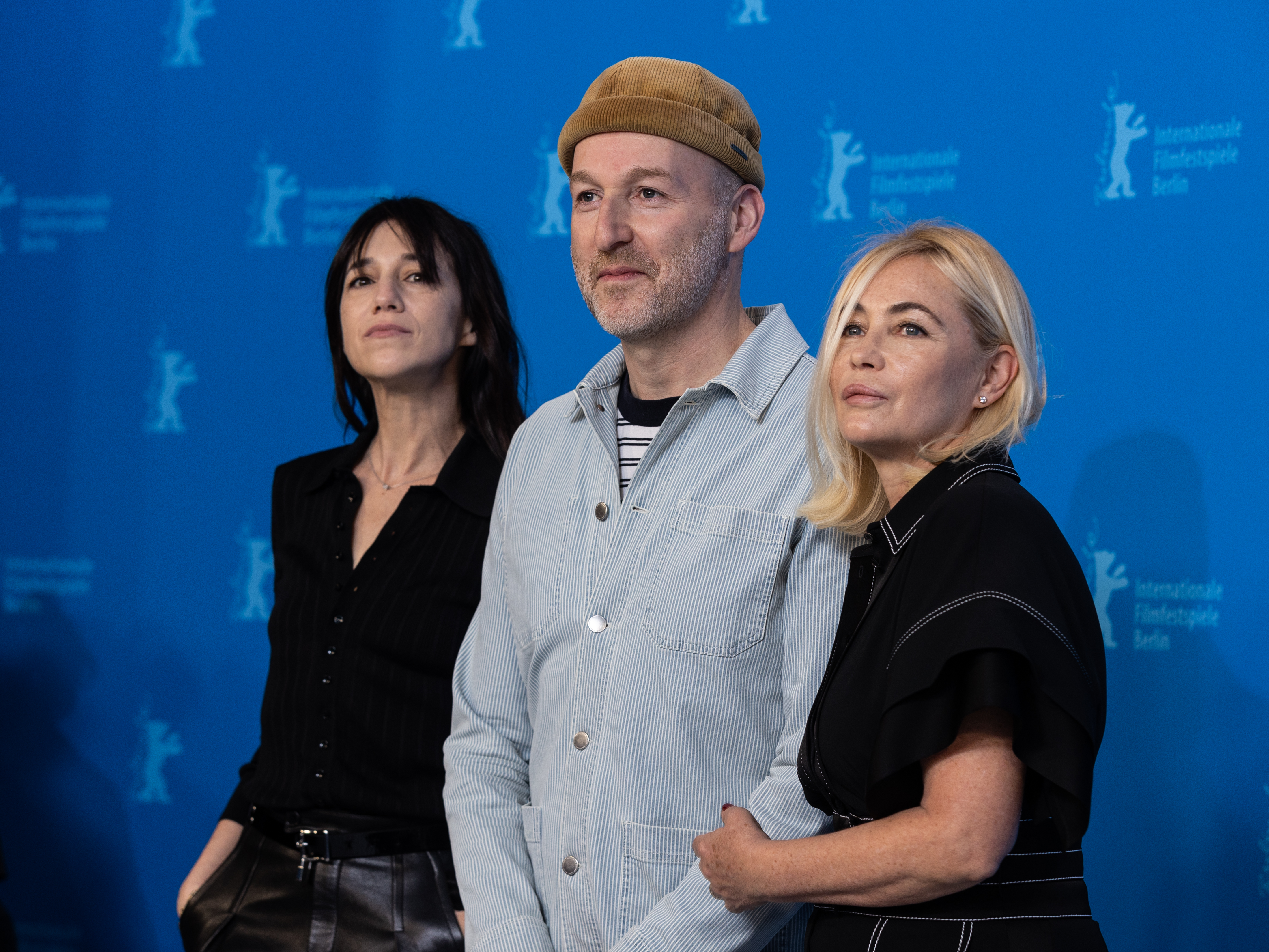
Charlotte Gainsbourg, Mikhaël Hers ed Emmanuelle Béart all'anteprima del film al Festival di Berlino.

Il film è stato presentato in anteprima il 13 febbraio 2022 al 72º Festival di Berlino, per poi essere distribuito nelle sale cinematografiche francesi da Pyramide Distribution a partire dal 4 maggio 2022 e in quelle italiane da Wanted Cinema a partire dal 13 aprile 2023.

## Riconoscimenti
- 2022 - Festival di Berlino
  - In concorso per l'Orso d'oro
- 2022 - Semana Internacional de Cine de Valladolid
  - Miglior sceneggiatura a Mikhaël Hers, Maud Ameline e Mariette Désert
  - In concorso per la Espiga de oro
- 2023 - Premi César
  - Candidatura per la migliore musica da film ad Anton Sanko
- 2023 - Premi Lumière
  - Candidatura per la migliore fotografia a Sébastien Buchmann